# Szymanówka (powiat opatowski)
Szymanówka – wieś w Polsce położona w województwie świętokrzyskim, w powiecie opatowskim, w gminie Ożarów.
| SIMC    | Nazwa  | Rodzaj     |
| ------- | ------ | ---------- |
| 0802857 | Kruków | przysiółek |

W latach 1975–1998 miejscowość administracyjnie należała do województwa tarnobrzeskiego.

## Historia
Szymanówka to młoda wieś powstała w XIX wieku. Lokalna tradycja utrzymuje, że nazwa Szymanówka powstała od imienia pierwszego tu osadnika, Szymona Religi, a raczej od jego towarzyszki życia, która prowadziła przydrożną karczmę. Z biegiem czasu w miejscowości zaczęło dominować typowe rolnictwo. Największym kłopotem mieszkańców Szymanówki było pozyskiwanie pitnej wody. Kilka znajdujących się studni nie zaspokajało potrzeb mieszkańców, a noszenie wiader z odległej i jedynej zbiorowej studni było prawdziwym przekleństwem. Być może niedostatek wody zapobiegł wysiedleniu w czasie wojny mieszkańców Szymanówki. Hitlerowcy zamierzali wybudować tu w lesie obóz. Wznieśli już nawet kilkanaście baraków, ale mimo usilnych poszukiwań, nie trafili na wystarczające ujęcia wody. Więc zrezygnowali z tego zamiaru. Zdołali jednak w leśnym Rekitowym Dole wystrzelać prawie 60 Polaków. w II-ej połowie 1944 r. mieszkańcy przeżyli piekło działań frontowych. Po wojnie odbudowali zniszczoną wieś. Jednak sporo młodych ludzi stąd wyjechało. Pozostali zajęli się znowu rolnictwem i podjęli pracę w okolicznych zakładach pracy.

## Zabytki
Zbiorowa mogiła wojenna z 1942 r., wpisana do rejestru zabytków nieruchomych (nr rej.: A.558 z 24.05.1993).